# رقبای عشقی
رقبای عشقی (انگلیسی: Rivals) یک فیلم کمدی صامت کوتاه آمریکایی است که در سال ۱۹۲۵ منتشر شد. از بازیگران این فیلم می‌توان به اولیور هاردی، بیلی وست و اتلین گیبسون اشاره کرد.